# Sint-Annakerk (Wenen)
De Sint-Annakerk in Wenen (Annakirche in het Duits) is een 17e-eeuwse kerk die gebouwd is tussen 1629 en 1634 en zich bevindt aan de Annagasse in Wenen.
Aan de buitenkant van het kerkgebouw valt de gegoten koepel van de toren op. In de kerk bevinden zich drie fresco’s en een altaarstuk van Daniel Gran.
In de eerste zijkapel aan de linkerkant van de kerk bevindt zich een kopie van een zogenaamde Anna te Drieën: de heilige Anna, haar dochter Maria en het kind Jezus. Het werk wordt toegeschreven aan Veit Stoss. Het originele beeld stamt uit 1505 en staat in het Dommuseum in Wenen. Het kerkgebouw is in 1582 aan de Jezuïeten overgedragen. Zij lieten het gebouw na een brand in 1747 opnieuw decoreren.
Van 2003 tot 2005 werd de kerk gerestaureerd.
Behalve voor de dagelijkse kerkdiensten is de kerk een gewilde concertlocatie voor kleinere gezelschappen.

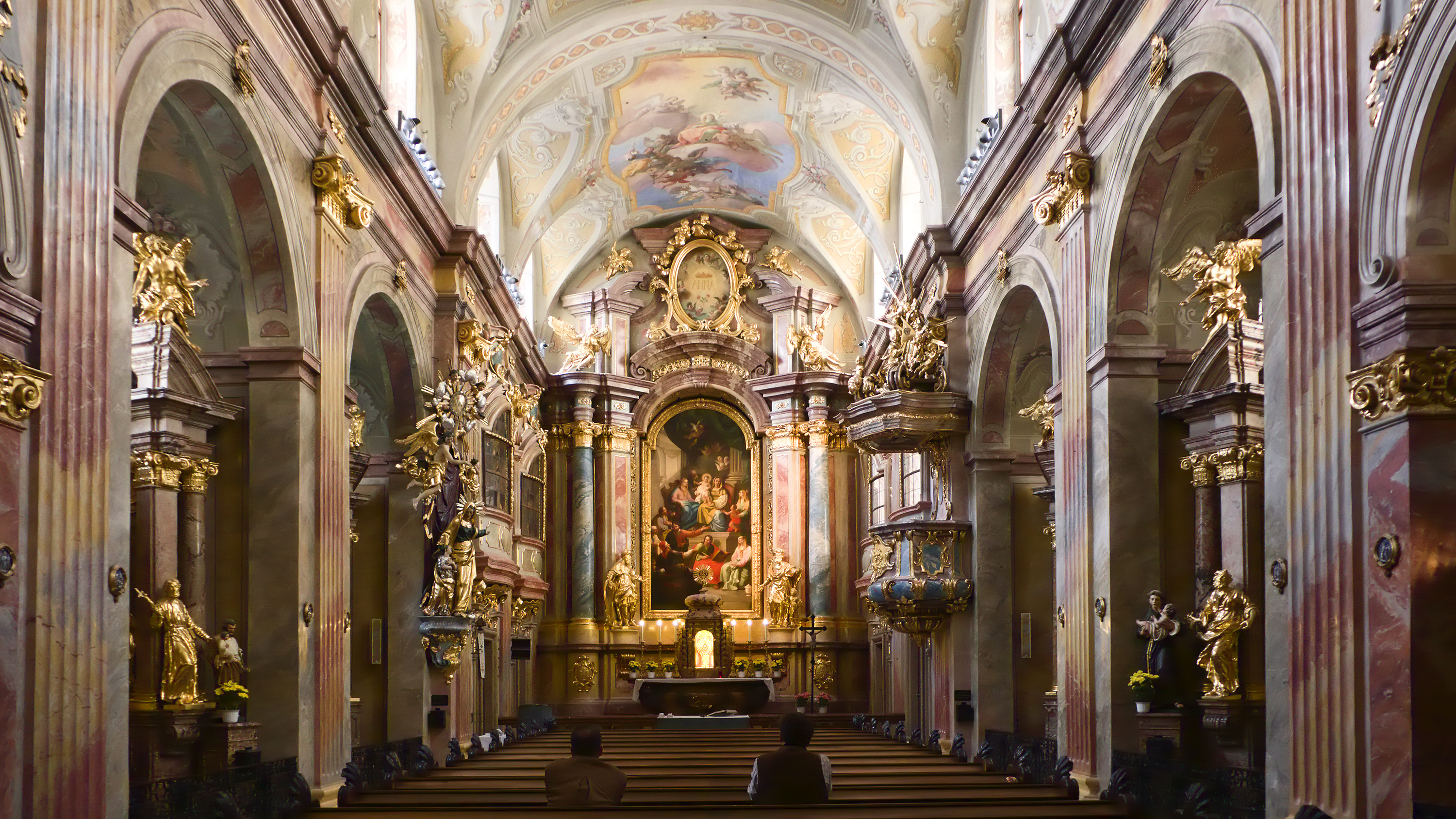
Interieur van de Sint-Annakerk
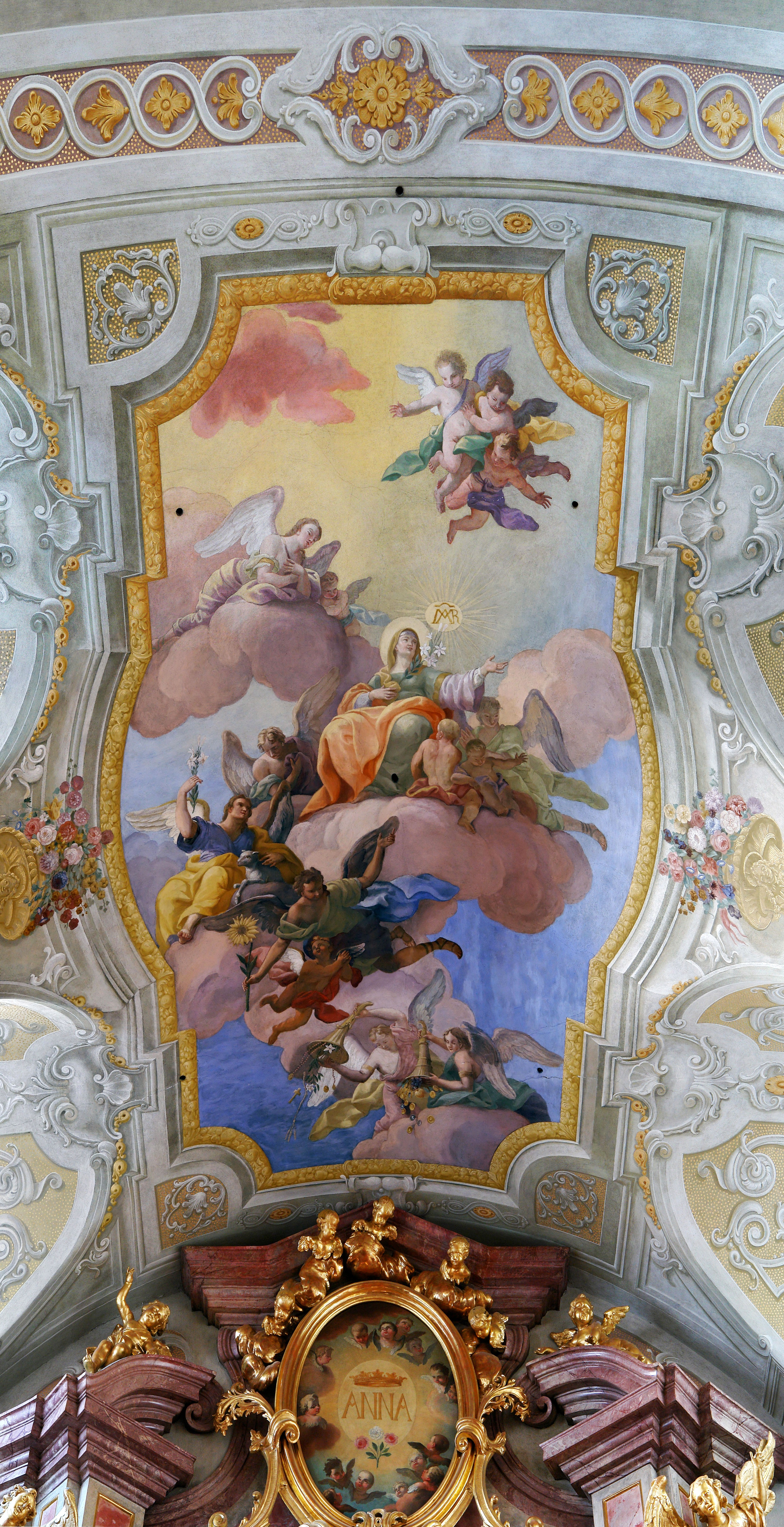
Verheerlijking van Sint-Anna, fresco van Daniel Gran in de Annakirche